# Nephthea galbuloides
Nephthea galbuloides är en korallart som beskrevs av Verseveldt 1973. Nephthea galbuloides ingår i släktet Nephthea och familjen Nephtheidae. Inga underarter finns listade i Catalogue of Life.